# دانشگاه محمدعلی جوهر
دانشگاه محمدعلی جوهر یک دانشگاه خصوصی است که در سال ۲۰۰۶ توسط محمدعلی جوهر تراست در رامپور، اوتار پرادش، هند تأسیس شد و توسط کمیسیون کمک هزینه‌های دانشگاه (UGC) به رسمیت شناخته شده‌است. این دانشگاه در سال ۲۰۱۲ توسط دولت اوتار پرادش به عنوان دانشگاه شناخته شد. در ۲۸ مه ۲۰۱۳ توسط کمیسیون ملی مؤسسات آموزشی اقلیت‌ها (NCMEI) وضعیت اقلیت اعطا شد.